# Världsmästerskapet i schack 2014
Världsmästerskapet i schack 2014 var en titelmatch mellan den regerande världsmästaren Magnus Carlsen och utmanaren Viswanathan Anand. Den spelades i Sotji mellan den 7 och 25 november 2014. Matchen spelades över tolv partier (varav bara elva behövde spelas) och slutade med att Carlsen behöll världsmästartiteln.

## Kandidatturneringen
För att utse en utmanare hölls en kandidatturnering med åtta deltagare i Chanty-Mansijsk den 13 till 31 mars 2014.
Viswanathan Anand segrade med 8½ poäng på 14 ronder och kvalificerade sig därmed för titelmatchen mot Carlsen.
| Placering | Namn                   | Elo-rating mars 2014 | Poäng | Kvalificerad genom                                            |
| --------- | ---------------------- | -------------------- | ----- | ------------------------------------------------------------- |
| 1         | Viswanathan Anand      | 2770                 | 8½    | Förlorare i titelmatchen i världsmästerskapet i schack 2013   |
| 2         | Sergej Karjakin        | 2766                 | 7½    | Högsta genomsnittliga rating från augusti 2012 till juli 2013 |
| 3         | Vladimir Kramnik       | 2787                 | 7     | Vinnare av FIDE World Cup 2013                                |
| 4         | Sjahrijar Mammadzjarov | 2757                 | 7     | Tvåa i FIDE Grand Prix 2012–2013                              |
| 5         | Dmitrij Andrejkin      | 2709                 | 7     | Tvåa i FIDE World Cup 2013                                    |
| 6         | Levon Aronian          | 2830                 | 6½    | Högsta genomsnittliga rating från augusti 2012 till juli 2013 |
| 7         | Peter Svidler          | 2758                 | 6½    | Nominerad av arrangören (wild card)                           |
| 8         | Veselin Topalov        | 2785                 | 6     | Vinnare av FIDE Grand Prix 2012–2013                          |

## Regler
Titelmatchen spelades över tolv partier. I varje parti hade spelarna 120 minuter på sig att göra sina första 40 drag och fick därefter ett tillägg på 60 minuter. När en spelare hade gjort sina första 60 drag fick denne ett tillägg på 15 minuter, och ett bonustillägg på 30 sekunder för varje ytterligare drag som gjordes.
Om matchen var oavgjord efter de första tolv partierna så spelades fyra partier snabbschack. Om det var oavgjort även efter dessa så spelades upp till fem matcher med två partier blixtschack, där den första spelaren att vinna en blixtmatch segrade. Om det fortfarande var oavgjort så avgjordes matchen i ett parti armageddon.

## Resultat
| Namn              | Rating | Partier | Partier | Partier | Partier | Partier | Partier | Partier | Partier | Partier | Partier | Partier | Partier | Poäng |
| Namn              | Rating | 1       | 2       | 3       | 4       | 5       | 6       | 7       | 8       | 9       | 10      | 11      | 12      | Poäng |
| ----------------- | ------ | ------- | ------- | ------- | ------- | ------- | ------- | ------- | ------- | ------- | ------- | ------- | ------- | ----- |
| Magnus Carlsen    | 2863   | ½       | 1       | 0       | ½       | ½       | 1       | ½       | ½       | ½       | ½       | 1       |         | 6½    |
| Viswanathan Anand | 2792   | ½       | 0       | 1       | ½       | ½       | 0       | ½       | ½       | ½       | ½       | 0       |         | 4½    |